# Han Hyo-joo
Dans ce nom coréen, le nom de famille, Han, précède le nom personnel.
Pour les articles homonymes, voir Han.
Han Hyo-joo (en coréen : 한효주) est une actrice et chanteuse sud-coréenne, née le 22 février 1987 à Cheongju dans le Chungcheong du Nord.

## Biographie

### Jeunesse et études
Han Hyo-joo est née à Cheongju dans la province de Chungcheong du Nord. Sa mère était enseignante dans une école primaire avant de devenir une inspectrice pour les écoles publiques. Son père est un agent de la Force aérienne de la république de Corée. Elle a également un frère cadet. Pendant son enfance, elle était bonne dans les sports, notamment l'athlétisme. 
Pendant sa seconde année de lycée, elle a déménagé à Séoul et est entrée à Bulgok High School, malgré les objections de son père strict et conservateur. Elle a fait ses études à l'université de Dongguk où elle étudie le théâtre et le cinéma. 

### Carrière cinématographique
Han Hyo-joo a été repérée en février 2003 dans un concours de beauté organisé pour les adolescentes par la société alimentaire Binggrae. Elle a commencé sa carrière d'actrice dans la série Nonstop 5 en 2005. Elle est connue pour avoir initialement auditionné pour un rôle moins important dans la série. Mais après le contrat avec Sung qui n'a pas fonctionné, en 2006, le producteur Yoon Seok-ho la prend immédiatement comme héroïne pour la série Spring Waltz, pensant que son image innocente et naïve était parfaite pour le rôle de Seo/Park Eun-young. La même année, le réalisateur Lee Yoon-ki l'a choisie pour interpréter le rôle de Lee Bo-kyung pour son film Ad Lib Night.

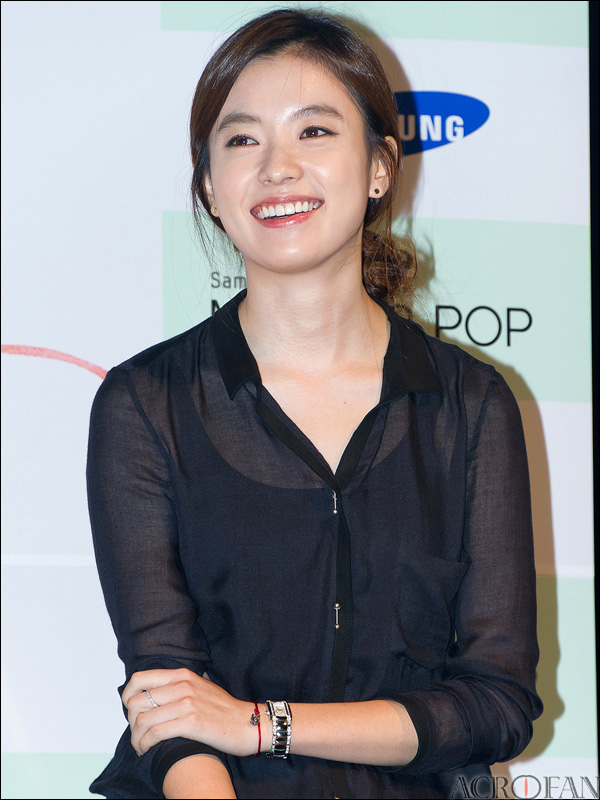
Han Hyo-joo en septembre 2011.

En 2007, elle incarne le rôle de Suk Ji-soo dans la série Like Land and Sky avec Park Hae-jin. En 2008, elle joue le rôle de Eun-chae dans la série Iljimae avec Lee Joon-gi et Lee Young-ah. Ensuite, elle joue dans le film nippo-coréen Heaven's Postman avec Kim Jaejoong.
Han Hyo-joo joue dans la série à succès Brilliant Legacy avec Lee Seung-gi dans le rôle de Go Eun-sung en 2009.
En 2010, elle endosse le personnage principal dans la série télévisée historique Dong Yi pour la 49e anniversaire de la chaine télévisée sud-coréenne, Munhwa Broadcasting Corporation. Elle incarne le rôle de Choi Dong-yi, concubine du roi de Corée, Sukjong. La série a rencontré un franc succès au niveau national et en Asie.
En 2011, Han tient le rôle de Ha Jung-hwa, une télévendeuse aveugle face à l'acteur sud-coréen So Ji-sub dans le mélodrame Always réalisé par Song Il-gon. Plus tard, elle contribue à la narration du film japonais My Back Page (d) en version "barrie free", qui propose un son descriptif et des sous-titres pour les personnes malentendantes ou ayant des déficiences visuelles.
Ensuite, elle interprète la reine consort Yu, femme du roi de Corée, Gwanghaegun dans le film historique à succès Masquerade en 2012. Elle endosse le rôle principal dans le  film romantique, Love 911 (d), racontant une romance improbable entre un médecin et un pompier.
En 2013, Han Hyo-joo joue aux côtés de Seol Kyeong-gu et Jung Woo-sung dans le thriller d'action Cold Eyes, remake du film hongkongais Filatures réalisé par Yau Nai-hoi en 2007. Le film a dominé le box-office après sa sortie et est devenu l'un des plus grands succès nationaux de l'année 2013. 
En 2014, elle collabore de nouveau avec Go Soo avec qui elle a joué dans le mélodrame, Love 911 dans le court-métrage View of Mount Myohyang, qui relate le rendez-vous d'un peintre sud-coréen et d'une serveuse nord-coréenne dans un restaurant nord-coréen. Le court-métrage est né une collaboration des artistes contemporains Moon Kyungwon et Jeon Joonho, et combine une intrigue théâtrale, des images expérimentales, de la danse et des arts de la scène,.

### Engagement social et humanitaire
Han Hyo-joo est nommée ambassadrice de bonne volonté pour l'éducation nationale de Chungbuk, et puis, ensuite, ambassadrice de bonne volonté de la Force aérienne de la République de Corée avec l'acteur Go Joo-won en 2007. En novembre, elle se rend dans un bidonville de Tondo aux Philippines en tant que bénévole.

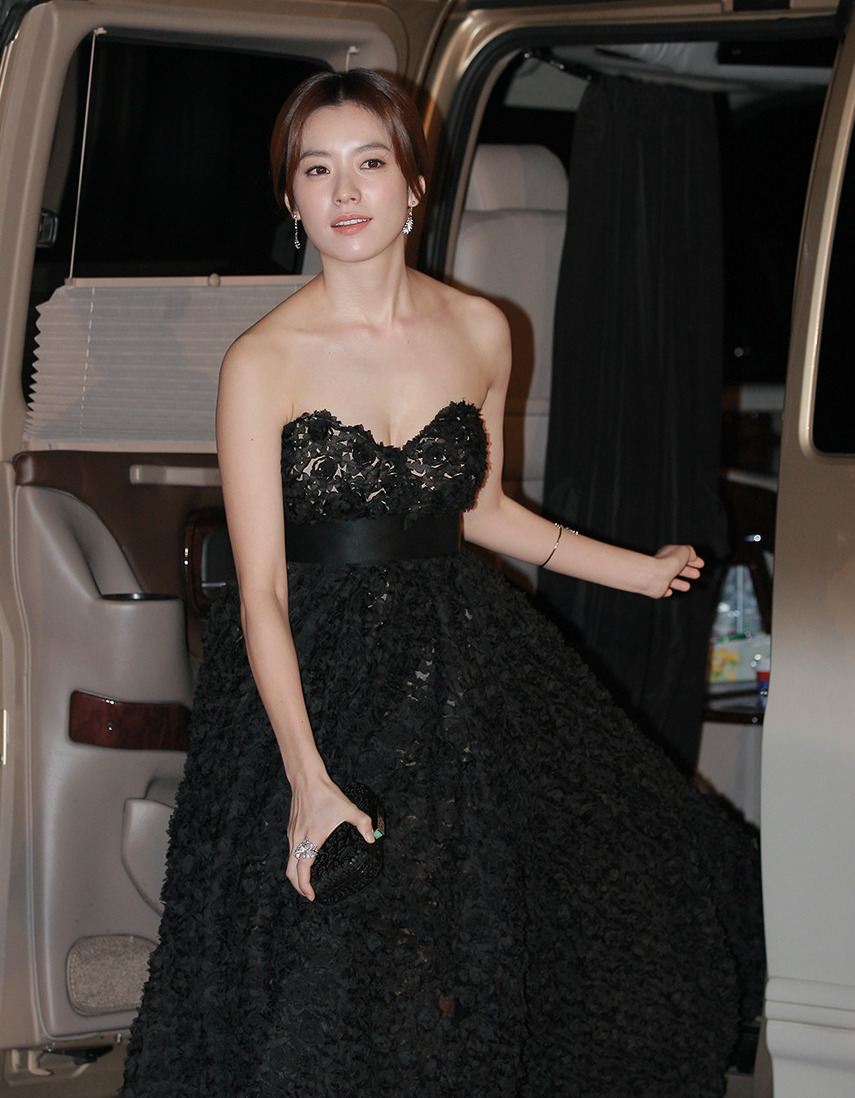
Han Hyo-joo aux Blue Dragon Film Awards en 2013.

Accompagnée de l'acteur Ji Jin-hee, ils sont élus comme ambassadeur du recensement de la population et des logements lors de la cérémonie de nomination au Centre de presse le 27 juillet 2010 à Séoul.
Le même mois, elle devient l'ambassadrice du sommet du G20 de 2010 avec la patineuse artistique Kim Yuna et le joueur de football, Park Ji-sung à Séoul. En novembre, un communiqué de presse de Design Korea 2010 annonce qu'elle a été choisie ambassadrice pour Design Korea 2010 pour son image sophistiquée et sa bonne humeur.
Le 4 avril 2011, son agence BH Entertainment annonce qu'elle est nommée ambassadrice promotionnelle avec Hwang Jeong-min pour le service national de la taxe de la Corée (SNRC) et qu'elle fera la promotion jusqu'en 2013. En décembre, elle a été élue ambassadrice de publicité pour les institutions publiques.
Le 21 juin 2013, Han Hyo-joo fait un don de 30 000 000 wons à Beautiful Foundation, une organisation qui aide les personnes âgées qui vivent seules et qui ne possèdent pas de ventilateurs ou de minces couvertures pour l'été. Elle a également déclaré : « Je souhaite que mon don aide les personnes âgées pendant l'été, et j'espère que les enfants seront en mesure de recevoir les avantages d'expériences culturelles ».

### Controverse
Les procureurs du bureau du district central de Séoul ont inculpé l'ex-manager de l'actrice de son ancienne agence Fantom Entertainment pour tentative d'extorsion en novembre 2013. Selon la police, l'ex-gestionnaire surnommé Lee a illégalement transféré seize photos de l'actrice et de son ex-petit ami de son appareil photo numérique sur son téléphone portable. Son ex-manager a menacé son père de publier les photos compromettantes de sa fille à moins que lui et ses deux complices soient payés de la somme de 400 000 000 de wons. Le père de Han Hyo-joo leur a payé 10 000 000 de wons,. 
En septembre 2014, les médias sud-coréens ont déclaré qu'une pétition a été lancée afin que les campagnes publicitaires où elle y figure avec l'acteur Lee Byung-hun ne soient plus diffusées à la télévision. La pétition provient du scandale de son frère cadet qui a été accusé d'intimidation sur un collègue aviateur par un lieutenant de l'armée lorsqu'ils faisaient leur service militaire obligatoire. Le collègue du frère cadet s'est suicidé. Le père de la victime a demandé une nouvelle enquête mais l'affaire a été classée après trois mois. En janvier, les représentants militaires prétendaient encore que la cause du suicide était pour des raisons personnelles et des problèmes de santé mentale,.

## Filmographie

### Cinéma

#### Longs métrages
- 2006 : My Boss, My Teacher (투사부일체) de Kim Dong-won : Yoo Mi-jeong
- 2006 : Ad Lib Night (아주 특별한 손님) de Lee Yoon-ki : Lee Bo-kyung
- 2008 : Ride Away (달려라 자전거) de Lim Seong-woon : Im Ha-jeong
- 2008 : My Dear Enemy (멋진 하루) de Lee Yoon-ki : la femme à l'arrêt du bus / la voix au téléphone
- 2009 : Heaven's Postman (천국의 우편배달부) de Lee Hyeong-min : Jo Ha-na / Saki
- 2011 : Always (오직 그대만) de Song Il-gon : Jeong-hwa
- 2012 : Masquerade (광해, 왕이 된 남자) de Choo Chang-min : la reine
- 2012 : Love 911 (반창꼬) de Jeong Gi-hoon : Mi-soo
- 2013 : Cold Eyes (감시자들) de Jo Eui-seok et Kim Byeong-seo : Ha Yoon-joo
- 2014 : Miracle Devil Claus' Love and Magic (MIRACLE デビクロくんの恋と魔法, Mirakuru: Debikurokun no koi to mahō?) de Isshin Inudō : So-young
- 2015 : C'est si bon (쎄시봉) de Kim Hyun-seok : Min Ja-young
- 2015 : The Beauty Inside (뷰티 인사이드) de Baek Jong-yeol : Yi-soo
- 2016 : Love, Lies (해어화) de Park Heung-shik : Jeong So-yool
- 2018 : Golden Slumber (골든 슬럼버) de Noh Dong-seok : Sun-young
- 2018 : Illang : La Brigade des loups (인랑) de Kim Jee-woon : Lee Yoon-hee

#### Courts métrages
- 2014 : Myohyangsangwan (묘향산관) de Moon Kyeong-won et Jeon Joon-ho : La serveuse nord-coréenne

### Télévision

#### Séries télévisées
- 2005 : Nonstop 5 : Han Hyo-joo
- 2006 : Spring Waltz (봄의 왈츠) : Seo / Park Eun-young
- 2007 : Like Land and Sky (하늘만큼 땅만큼) : Seok Ji-soo
- 2008 : Iljimae (일지매) : Eun-chae
- 2009 : Shining Inheritance (찬란한 유산) : Ko Pyeong-joong
- 2009 : Soul Special (쏘울 스페셜) : Jin Mi-ah (websérie)
- 2010 : Dong Yi (동이) : Choi Dong-yi / Choi Suk-bin
- 2016 : W (더블유) : Oh Yeon-joo
- 2019 : Treadstone : SoYun Pak
- 2021 : Happiness (해피니스) : Officer Yoon Sae Bom

## Musique
- Enregistrements :

- Prologue (바람이 불어… 널 이별해), Han Hyo-joo écrit et interprète ce titre, extrait de l'album Love Tonic (2009)
- Oh Seoul (오 서울)  avec My-Q, extrait de l'album This, I Was Born (2010)
- Don't You Know, Han Hyo-joo interprète ce titre avec No Reply, extrait de l'album Grand Mint Festival 2010
- You (그대), Han Hyo-joo interprète ce titre avec Browneyed Soul (2011)
- 8 A.M. (아침 8시) avec My-Q, extrait de l'album Ready For The World (2011)
- Alone in Love (연애시대), Han Hyo-joo écrit et interprète ce titre avec Lee Seung-gi et Ra.D  (2011)
- I Love You, elle interprète ce titre avec Sweet Sorrow pour le cinquième anniversaire de la campagne publicitaire LG Sum:37 (2012)
- Hide and Seek (숨바꼭질), elle interprète ce titre avec Broccoli, You Too? (2012)
- Musique de films et séries télévisées :

- Han Hyo-joo chante la chanson It's the First Time (처음 이었어요) de la bande originale du sitcom Nonstop 5 en 2006.
- Elle chante la chanson éponyme de la série télévisée Ride Away en 2008.
- Han Hyo-joo collabore avec Gan-D pour la chanson Sudden Burst of Tears (왈칵 눈물 이) de la web-série Soul Special en 2009.

## Clips musicaux
| Année | Titre du clip                                                | Artiste                              |
| ----- | ------------------------------------------------------------ | ------------------------------------ |
| 2004  | I Love You                                                   | Simply Sunday                        |
| 2005  | 그대가 세상에 있는 것 만으로                                 | Position                             |
| 2005  | Paris                                                        | Epik High                            |
| 2006  | Farewell is... (이별은)                                      | U                                    |
| 2006  | Tree                                                         | Kwon Jin-won                         |
| 2009  | 남잔 다 그래                                                 | Lee Woo-sang                         |
| 2009  | Because I Couldn't Say that I LoveYou (사랑한단 말을 못해서) | K.Will                               |
| 2009  | Are You Serious? (너 정말이니)                               | Rumble Fish                          |
| 2010  | Don't You Know                                               | Han Hyo-joo feat. No Reply           |
| 2012  | I Choose to Love You (널 사랑하겠어)                         | Hyorin                               |
| 2012  | I Love You Han                                               | Han Hyo-joo feat. Sweet Sorrow       |
| 2012  | Hide and Seek (숨바꼭질)                                     | Han Hyo-joo feat. Broccoli, You Too? |

## Distinctions
Cette section récapitule les principales récompenses et nominations obtenues par Han Hyo-joo. Pour une liste plus complète, se référer à l'Internet Movie Database.
| Année | Cérémonie                                       | Pays                                        | Résultat | Prix | Film                     |
| ----- | ----------------------------------------------- | ------------------------------------------- | -------- | --- | ------------------------ |
| 2003  | 9e Miss Binggrae Smile Pageant                  | Drapeau de la Corée du Sud                  | Remporté | Grand prix |                          |
| 2006  | 29e Korean Association of Film Critics Awards   | Drapeau de la Corée du Sud                  | Remporté | Meilleur nouvelle actrice                                                                                           | Ad Lib Night (2006)      |
| 2006  | KBS Drama Awards                                | Drapeau de la Corée du Sud                  | Proposé  | Meilleur nouvelle actrice                                                                                           | Spring Waltz (2006)      |
| 2007  | 20e Festival international du film de Singapour | Drapeau de Singapour                        | Remporté | Meilleure actrice                                                                                                   | Ad Lib Night (2006)      |
| 2007  | 24e Korea Best Dressed Swan Awards              | Drapeau de la Corée du Sud                  | Remporté | La mieux habillée                                                                                                   |                          |
| 2007  | KBS Drama Awards                                | Drapeau de la Corée du Sud                  | Remporté | Meilleur couple partagé avec Park Hae-jin                                                                           | Like Land and Sky (2007) |
| 2007  | KBS Drama Awards                                | Drapeau de la Corée du Sud                  | Remporté | Prix de popularité                                                                                                  | Like Land and Sky (2007) |
| 2007  | KBS Drama Awards                                | Drapeau de la Corée du Sud                  | Proposé  | Meilleur nouvelle actrice                                                                                           | Like Land and Sky (2007) |
| 2007  | KBS Drama Awards                                | Drapeau de la Corée du Sud                  | Proposé  | Prix d'excellence, actrice dans un drama quotidien                                                                  | Like Land and Sky (2007) |
| 2008  | 1re Korea Jewelry Awards                        | Drapeau de la Corée du Sud                  | Remporté | Prix perle |                          |
| 2008  | SBS Drama Awards                                | Drapeau de la Corée du Sud                  | Remporté | Prix de la nouvelle star                                                                                            | Iljimae (2008)           |
| 2009  | 45e Baeksang Arts Awards                        | Drapeau de la Corée du Sud                  | Proposé  | L'actrice la plus populaire                                                                                         | Iljimae (2008)           |
| 2009  | 4e Andre Kim Best Star Awards                   | Drapeau de la Corée du Sud                  | Remporté | Prix de la star |                          |
| 2009  | 3e Mnet 20's Choice Awards                      | Drapeau de la Corée du Sud                  | Remporté | Hot Female Drama Star                                                                                               | Brilliant Legacy (2009)  |
| 2009  | SBS Drama Awards                                | Drapeau de la Corée du Sud                  | Remporté | Meilleur couple partagé avec Lee Seung-gi                                                                           | Brilliant Legacy (2009)  |
| 2009  | SBS Drama Awards                                | Drapeau de la Corée du Sud                  | Remporté | Top 10 des stars | Brilliant Legacy (2009)  |
| 2009  | SBS Drama Awards                                | Drapeau de la Corée du Sud                  | Remporté | Prix d'excellence, actrice dans un drama de planning spécial                                                        | Brilliant Legacy (2009)  |
| 2010  | 46e Baeksang Arts Awards                        | Drapeau de la Corée du Sud                  | Proposé  | Meilleure actrice à la télévision                                                                                   | Brilliant Legacy (2009)  |
| 2010  | 5e Seoul International Drama Awards             | Drapeau de la Corée du Sud                  | Remporté | Actrice coréenne exceptionnelle                                                                                     | Brilliant Legacy (2009)  |
| 2010  | 3e Korea Drama Awards                           | Drapeau de la Corée du Sud                  | Remporté | Meilleure actrice                                                                                                   | Dong Yi (2010)           |
| 2010  | MBC Drama Awards                                | Drapeau de la Corée du Sud                  | Remporté | Prix de popularité                                                                                                  | Dong Yi (2010)           |
| 2010  | MBC Drama Awards                                | Drapeau de la Corée du Sud                  | Proposé  | Prix top excellence, actrice                                                                                        | Dong Yi (2010)           |
| 2010  | MBC Drama Awards                                | Drapeau de la Corée du Sud                  | Remporté | Grand prix (Daesang)                                                                                                | Dong Yi (2010)           |
| 2010  | 1re Hong Kong Cable TV Awards                   | Drapeau de Hong Kong                        | Remporté | Meilleure actrice                                                                                                   | Dong Yi (2010)           |
| 2010  | 47e Baeksang Arts Awards                        | Drapeau de la Corée du Sud                  | Remporté | Meilleure actrice à la télévision                                                                                   | Dong Yi (2010)           |
| 2010  | 45e Taxpayers' Day                              | Drapeau de la Corée du Sud                  | Remporté | Recommandation présidentielle comme contribuable honnête (décerné par le ministère de la Stratégie et des Finances) |                          |
| 2012  | CETV Asia's Top 10 Popular Star Awards          | Drapeau de la République populaire de Chine | Remporté | Prix star hallyu |                          |
| 2013  | 49e Baeksang Arts Awards                        | Drapeau de la Corée du Sud                  | Proposé  | Meilleure actrice                                                                                                   | Love 911 (2012)          |
| 2013  | 22e Buil Film Awards                            | Drapeau de la Corée du Sud                  | Remporté | Meilleure actrice                                                                                                   | Cold Eyes (2013)         |
| 2013  | 6e Style Icon Awards                            | Drapeau de la Corée du Sud                  | Proposé  | Icône de style |                          |
| 2013  | 33e Korean Association of Film Critics Awards   | Drapeau de la Corée du Sud                  | Proposé  | Meilleure actrice                                                                                                   | Cold Eyes (2013)         |
| 2013  | 34e Blue Dragon Film Awards                     | Drapeau de la Corée du Sud                  | Remporté | Meilleure actrice                                                                                                   | Cold Eyes (2013)         |
| 2014  | 8e Asian Film Awards                            | Drapeau de Macao                            | Proposé  | Meilleure actrice                                                                                                   | Cold Eyes (2013)         |
| 2015  | 52e Grand Bell Awards                           | Drapeau de la Corée du Sud                  | Proposé  | Meilleure actrice                                                                                                   | The Beauty Inside (2015) |
| 2015  | 36e Blue Dragon Film Awards                     | Drapeau de la Corée du Sud                  | Proposé  | Meilleure actrice                                                                                                   | The Beauty Inside (2015) |
| 2015  | Actors' Night Award                             | Drapeau de la Corée du Sud                  | Remporté | Top Star Award | The Beauty Inside (2015) |

- Pour Ad Lib Night , elle a eu 0 proposition de récompenses et en a remporté 2.
- Pour Brilliant Legacy, elle a eu 1 proposition de récompenses et en a remporté 6.
- Pour Dong Yi, elle a eu 1 propositions de récompenses et en a remporté 5.

## Source de la traduction
- (en) Cet article est partiellement ou en totalité issu de l’article de Wikipédia en anglais intitulé « Han Hyo-joo » (voir la liste des auteurs).